# Saint-Lieux-lès-Lavaur
Saint-Lieux-lès-Lavaur település Franciaországban, Tarn megyében. Lakosainak száma 1232 fő (2022. január 1.). Saint-Lieux-lès-Lavaur Coufouleux, Giroussens, Lugan, Saint-Jean-de-Rives és Saint-Sulpice-la-Pointe községekkel határos.

## Népesség
A település népessége az elmúlt években az alábbi módon változott:
| Lakosok száma | 973  | 1007 | 1046 | 1046 | 1061 | 1121 | 1157 | 1195 | 1232 |
|               | 2013 | 2015 | 2016 | 2017 | 2018 | 2019 | 2020 | 2021 | 2022 |